# Le ombre di una calda estate
Le ombre di una calda estate (Stíny horkého léta) è un film del 1978 diretto da František Vláčil.

## Riconoscimenti
- 1978 - Festival internazionale del cinema di Karlovy Vary
  - Globo di Cristallo